# Кишш, Ласло
Ла́сло Кишш (венг. Kiss László; род. 12 марта 1956, Тасар, медье Шомодь, Венгрия) — венгерский футболист и футбольный тренер. Выступал на позиции нападающего.

## Клубная карьера
На молодёжном уровне до 1974 года Ласло Кишш играл за клуб «Капошвар» из одноимённого города. В высшем дивизионе Венгрии дебютировал за «Печи Месек», в котором выступал в течение двух сезонов. Затем ещё два года играл за «Капошвар» пока в 1978 году не перешёл в столичный «Вашаш». За эту команду Кишш выступал до 1985 года и вместе с ней выиграл Кубок Венгрии, Кубок Митропы, а также дважды бронзовые медали чемпионата. С 1985 по 1987 год выступал за французский «Монпелье», за который во втором французском дивизионе сыграл 37 встреч и забил 13 мячей, но не сумев закрепиться в основном составе, Ласло возвращается играть на Родину. Всего в чемпионате Венгрии с 1978 по 1989 год он провёл 271 матч, в которых 174 раза поражал ворота соперников.

## Карьера в сборной
Впервые за сборную Венгрии Кишш сыграл 12 сентября 1979 года в товарищеском матче против Чехословакии. Вместе с командой принимал участие в чемпионате мира 1982 года в Испании, где в матче с Сальвадором, выйдя на замену, за 7 минут оформил хет-трик, являющийся самым быстрым в истории мировых первенств. В результате венгры одержали самую крупную победу финального турнира чемпионата мира со счётом 10:1. Но неудачно сыграв две другие игры в группе, сборная не смогла выйти в следующую стадию турнира. Последним матчем Ласло за сборную стала встреча с командой Испании 31 мая 1984 года, завершившаяся вничью 1:1. Всего за национальную команду Ласло Кишш сыграл 33 матча, в которых забил 11 мячей.

## Карьера тренера
Кишш тренирует команды, начиная с 1993 года. Сначала это были команды низших дивизионов Венгрии из Лайошмиже и Беременда. В 2000 году возглавил женский футбольный клуб «Фемина» из Будапешта, с которым успешно работал в течение 10 лет — с ним команда шесть раз становилось чемпионом страны. В 2010 году стал главным тренером женской сборной Венгрии, пост покинул в 2012 году.

## Достижения

### Как игрока
«Вашаш»
- Бронзовый призёр чемпионата Венгрии (2): 1980, 1981
- Обладатель Кубка Венгрии: 1981
- Финалист Кубка Венгрии: 1980
- Обладатель Кубка Митропы: 1983

### Как тренера
«Фемина»
- Чемпион Венгрии (6): 2001, 2002, 2003, 2006, 2007, 2008
- Бронзовый призёр чемпионата Венгрии: 2005

## Статистика выступлений
| Клуб                   | Сезон            | Лига | Лига | Кубки | Кубки | Еврокубки | Еврокубки | Итого | Итого |
| Клуб                   | Сезон            | Игры | Голы | Игры  | Голы  | Игры      | Голы      | Игры  | Голы  |
| ---------------------- | ---------------- | ---- | ---- | ----- | ----- | --------- | --------- | ----- | ----- |
| МШК (Печ)              | 1974/75          | 27   | 5    | ?     | ?     | 0         | 0         | 27+   | 5+    |
| МШК (Печ)              | Итого            | 27   | 5    | ?     | ?     | 0         | 0         | 27+   | 5+    |
| Ракоци (Капошвар)      | 1976/77          | 26   | 6    | ?     | ?     | 0         | 0         | 26+   | 6+    |
| Ракоци (Капошвар)      | 1977/78          | 21   | 6    | ?     | ?     | 0         | 0         | 21+   | 6+    |
| Ракоци (Капошвар)      | Итого            | 47   | 12   | ?     | ?     | 0         | 0         | 47+   | 12+   |
| Вашаш                  | 1978/79          | 13   | 12   | ?     | ?     | 0         | 0         | 13+   | 12+   |
| Вашаш                  | 1979/80          | 30   | 16   | 1+    | 1+    | 0         | 0         | 31+   | 17+   |
| Вашаш                  | 1980/81          | 34   | 25   | 1+    | ?     | 2         | 1         | 37+   | 26+   |
| Вашаш                  | 1981/82          | 34   | 11   | ?     | ?     | 4         | 2         | 38+   | 13+   |
| Вашаш                  | 1982/83          | 30   | 17   | ?     | ?     | 5         | 3         | 35+   | 20+   |
| Вашаш                  | 1983/84          | 27   | 16   | ?     | ?     | 3         | 2         | 30+   | 18+   |
| Вашаш                  | 1984/85          | 24   | 13   | ?     | ?     | 0         | 0         | 24+   | 13+   |
| Вашаш                  | Итого            | 192  | 110  | 2+    | 1+    | 14        | 8         | 208+  | 119+  |
| Монпелье               | 1985/86          | 27   | 10   | 5     | 1     | -         | -         | 32    | 11    |
| Монпелье               | 1986/87          | 13   | 5    | 0     | 0     | -         | -         | 13    | 5     |
| Монпелье               | Итого            | 40   | 15   | 5     | 1     | 0         | 0         | 45    | 16    |
| Монпелье B (фарм-клуб) | 1986/87          | 13   | 5    | -     | -     | -         | -         | 13    | 5     |
| Монпелье B (фарм-клуб) | Итого            | 13   | 5    | 0     | 0     | 0         | 0         | 13    | 5     |
| МТК-ВМ                 | 1987/88          | 13   | 2    | 0     | 0     | 1         | 0         | 14    | 2     |
| МТК-ВМ                 | 1988/89          | 0    | 0    | 0     | 0     | 1         | 0         | 1     | 0     |
| МТК-ВМ                 | Итого            | 13   | 2    | 0     | 0     | 2         | 0         | 15    | 2     |
| Веспрем                | 1988/89          | 19   | 5    | ?     | ?     | 0         | 0         | 19+   | 5+    |
| Веспрем                | Итого            | 19   | 5    | ?     | ?     | 0         | 0         | 19+   | 5+    |
| БВСК                   | 1989/90          | 4    | 2    | 0     | 0     | -         | -         | 4     | 2     |
| БВСК                   | 1990/91          | 8    | 3    | 0     | 0     | -         | -         | 8     | 3     |
| БВСК                   | Итого            | 12   | 5    | 0     | 0     | 0         | 0         | 12    | 5     |
| Всего за карьеру       | Всего за карьеру | 363  | 159  | 7+    | 2+    | 16        | 8         | 386+  | 169+  |